# Mena Suvari
Mena Alexandra Suvari (* 13. února 1979, Newport, Rhode Island, USA) je americká herečka, modelka, módní designérka a mluvčí. Nejznámější je ze snímku Americká krása (American Beauty) z roku 1999 a prvních dvou dílů filmové série Prci, prci, prcičky (American Pie).

## Životopis

### Mládí
Mena se narodila ve městě Newport na Rhode Islandu jako dcera Candice, řecko-americké zdravotní sestry, a Anda Süvariho, estonsko-amerického psychiatra. Má 3 starší bratry, jeden z nich slouží v americké armádě. Od 12 let se Mena věnovala modelingu; ve třinácti zazářila v reklamě na instantní pokrmy Rice-A-Roni. Navštěvovala Providence High School v kalifornském Burbanku, kterou zakončila roku 1997.
Své mládí strávila v kamenném panství o němž s přesvědčením tvrdila, že v něm straší. Spolu s bratry několikrát údajně spatřila zjevení. Později se rodina přestěhovala do Charlestonu v Jižní Karolíně, kde její bratři začali navštěvovat vojenskou akademii Citadel. Mezitím se Mena nechávala unášet svými sny o kariéře archeoložky, astronautky či doktorky, dokud v její dívčí škole nezačala nabízet modelingová agentura lekce pro budoucí modelky. V době, kdy začínala hrát ve filmech, měla za sebou již 5 let modelingu u newyorské agentury Wilhelmina.

### Kariéra
Od svých patnácti let se Mena Suvari objevovala v několika televizních show (Boy Meets World, Pohotovost). Roku 1999 zazářila v oscarovém snímku Americká krása a v sérii Prci, prci, prcičky. Za svoji roli právě v Americké kráse byla nominována na cenu BAFTA pro nejlepší ženský herecký výkon ve vedlejší roli.
V podobném žánru si zahrála i nadále ve snímcích Křupan (Loser, 2000), Mušketýr (The Musketeer, 2001) a Šňup (Spun, 2002). Je jedinou herečkou, která si zahrála v trojici "amerických" filmů: American Pie (Prci, prci, prcičky, 1999), American Beauty (Americká krása, 1999) a American Virgin (Život panny, 2000). Stala se rovněž vracející se postavou lesbické básnířky a umělkyně Edie ve čtvrté sérii kritikou vychvalovaného seriálu HBO Odpočívej v pokoji (Six Feet Under) z roku 2004. Za roli ve filmu Prci, prci, prcičky byla nominována v internetovém hlasování o nejoblíbenější nově objevenou herečku.
V roce 2006 propůjčila svůj hlas Aerith Gainsborough ve videohře Kingdom Hearts II (Square Enix/Disney) a v anglické verzi Final Fantasy VII: Advent Children.
Byla obsazena do hlavní role kontroverzního snímku Stuarta Gordona Stuck, hlavní úlohu sehrála v remaku filmu Day of the Dead.

### Móda

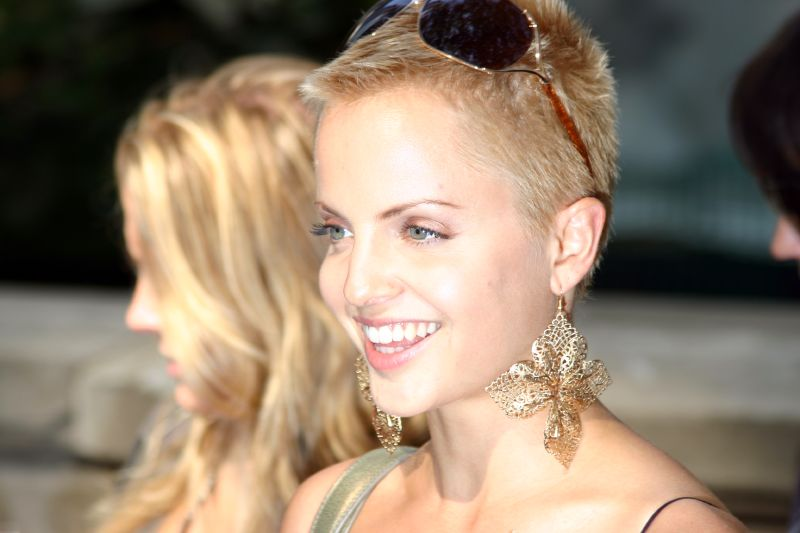
Mena Suvari, září 2007

Suvari je modelkou Lancôme cosmetics a reklamní tváří Lancôme Paris Adaptîve. Působila i v módních magazínech jako například Vogue.
Spolupracovala se společností Echo Design při produkci limitované edice šátků, s Meninými vlastními fotografiemi přírody, digitálně přenesenými na hedvábí. Část výtěžku z jejich prodeje věnuje Radě pro ochranu přírodních zdrojů (Natural Resources Defense Council).
V červnu 2007 si kvůli roli ve filmové adaptaci Rajské zahrady od Ernesta Hemingwaye oholila hlavu, načež se na internetu bleskově objevily fotografie její nové podoby.
V říjnu téhož roku pózovala nahoře bez pro italský magazín Vanity Fair.

### Osobní život
Její první jméno je přejaté od egyptské bohyně.
4. března 2000 se provdala za kameramana německého původu Roberta Brinkmanna, staršího o 18 let než je ona sama. 24. dubna 2005 zažádala o rozvod z důvodu nepřekonatelných odlišností. Rozvodové řízení bylo ukončeno v květnu 2005. V létě téhož roku chodila s profesionálním tanečníkem breakdance Mikem "Murda" Carrascem, členem skupiny Knuckle Head Zoo, se kterým se seznámila v německém Braunschweigu. V roce 2007 začala chodit s italsko-kanadským hudebním producentem Simonem Sestitem. Manželství, které uzavřeli ve Vatikáně v červnu 2010, se rozpadlo už o 18 měsíců později. V lednu 2012 požádala herečka o rozvod z důvodu nepřekonatelných rozdílů mezi partnery. Rozvodové řízení bylo ukončeno v říjnu 2012. V říjnu 2018 se jejím třetím manželem stal Michael Hope. Svého třetího muže poznala v roce 2015 při natáčení filmu I'll Be Home For Christmas. V říjnu 2020 na svém instagramovém účtu oznámila, že pár očekává narození prvního potomka. V dubnu 2021 se jí narodil syn Christopher Alexander, který dostal jméno po Hopově předčasně zesnulém otci.
Pro nadaci Starlight Children's Foundation se účastní World Poker Tour ve hrách Hollywood Home.
Je také aktivní v tématech ženské rovnoprávnosti. Je zapojena do charitativních akcí proti rakovině prsu a kampaně "End Violence Against Women" a objíždí americké střední školy jako mluvčí spolku "Circle Of Friends", dodávajícího vůli mladým ženám, které chtějí přestat s kouřením.

## Filmografie

### Film
| Rok  | Název                              | Role                       | Poznámky |
| ---- | ---------------------------------- | -------------------------- | -------- |
| 1997 | Sběratel polibků                   | Coty Pierce                |          |
| 1997 | Snide and Prejudice                | Geli Raubal                |          |
| 1997 | Zkurvená nuda                      | Zoe                        |          |
| 1998 | Brloh v Beverly Hills              | Rachel Hoffman             |          |
| 1999 | Prci, prci, prcičky                | Heather                    |          |
| 1999 | Carrie 2                           | Lisa Parker                |          |
| 1999 | Atomový vlak                       | Grace Seger                |          |
| 1999 | American Beauty                    | Angela Hayes               |          |
| 2000 | Křupan                             | Dora Diamond               |          |
| 2000 | Život panny                        | Katrina Bartalotti         |          |
| 2001 | Mušketýr                           | Francesca Bonacieux        |          |
| 2001 | Prci, prci, prcičky 2              | Heather                    |          |
| 2001 | Lincolnská střední                 | Kansas Hill                |          |
| 2002 | Sonny                              | Carol                      |          |
| 2002 | Šňup                               | Cookie                     |          |
| 2004 | Trauma                             | Charlotte                  |          |
| 2005 | Svatební víkend                    | Lana                       |          |
| 2005 | Portrét šílenství                  | Prostitute                 |          |
| 2005 | Co je šeptem...                    | Annie Huttinger            |          |
| 2005 | Domino                             | Kimmie                     |          |
| 2005 | Salon krásy                        | Joanne Marcus              |          |
| 2006 | Warholka                           | Richie Berlin              |          |
| 2006 | Caffeine                           | Vanessa                    |          |
| 2006 | The Dog Problem                    | Jules                      |          |
| 2006 | Final Fantasy VII: Advent Children | Aerith Gainsborough (hlas) |          |
| 2007 | Zákony Brooklynu                   | Ellen                      |          |
| 2007 | Střet                              | Brandi Boski               |          |
| 2008 | Zombies: Den-D přichází            | Sarah Bowman               |          |
| 2008 | Záhady Pittsburghu                 | Phlox Lombardi             |          |
| 2008 | The Garden of Eden                 | Catherine Bourne           |          |
| 2010 | Líbat nevěstu zakázáno             | Tonya                      |          |
| 2011 | Restitution                        | Heather                    |          |
| 2012 | Prci, prci, prcičky: Školní sraz   | Heather                    |          |
| 2012 | The Knot                           | Sarah                      |          |
| 2014 | Don't Blink                        | Tracy                      |          |
| 2014 | Opposite Sex                       | Jane                       |          |
| 2015 | Odznak cti                         | Jessica Dawson             |          |
| 2017 | Becks                              | Elyse                      |          |
| 2024 | Reagan                             | Jane Wymanová              |          |

### Televize
| Rok     | Název                                        | Role                         | Poznámky                         |
| ------- | -------------------------------------------- | ---------------------------- | -------------------------------- |
| 1995–96 | Boy Meets World                              | Laura / Hillary              | 2 díly                           |
| 1996    | Minor Adjustments                            | Emily                        | 1 díl                            |
| 1996    | Pohotovost                                   | Laura-Lee Armitage           | díl: „Poslední zastávka“         |
| 1996–97 | Každý den v akci                             | Jill Marsh                   | 4 díly                           |
| 1997    | Nemocnice Chicago Hope                       | Ivy Moore                    | díl: „Sympathy for the Devil“    |
| 1999    | Atomový vlak                                 | Grace Seger                  | TV film                          |
| 2004    | Odpočívej v pokoji                           | Edie                         | 7 dílů                           |
| 2006    | Orpheus                                      | Sue Ellen                    | TV film                          |
| 2008    | Sex a lži města hříchu: Skandál Teda Biniona | Sandy Murphy                 | TV film                          |
| 2010    | Agentura Jasno                               | Allison Cowley               | díl: „Yang 3 v 2D“               |
| 2011    | Mstitel Cape                                 | Dice                         | díl: „Dice“                      |
| 2011    | American Horror Story: Murder House          | Elizabeth Short/Černá Dahlia | 2 díly                           |
| 2011    | Nikdy se nevzdám                             | Amelia Davis                 | TV film                          |
| 2013    | Chicago Fire                                 | Isabelle Thomas              | 7 dílů                           |
| 2013    | Hollywood Game Night                         | Samu sebe                    | 2 díly                           |
| 2013    | Lakewood Plaza Turbo                         | Enid / Ginger (hlas)         | krátkometrážní televizní film    |
| 2013    | Stalkers                                     | Ivy                          | TV film                          |
| 2015    | Na jih od pekla                              | Maria Abascal/Abigail        | hlavní role, 8 dílů              |
| 2016    | Amyino plodné lůno                           | Samu sebe                    | 1 díl                            |
| 2016    | Justice League Action                        | Killer Frost (hlas)          | 1 díl                            |
| 2016    | I'll Be Home For Christmas                   | Jackie Foster                | Television film                  |
| 2017    | Ninja faktor po americku                     | Samu sebe                    | 1 díl                            |
| 2017    | Psych: The Movie                             | Allison Cowley               | Television film                  |
| 2018    | American Woman                               | Kathleen                     | hlavní role                      |
| 2018    | American Horror Story: Apocalypse            | Elizabeth Short/Černá Dahlia | díl: „Návrat do vražedného domu“ |

### Videohry
| Rok  | Název                         | Role                | Poznámky |
| ---- | ----------------------------- | ------------------- | -------- |
| 2006 | Kingdom Hearts II             | Aerith Gainsborough |          |
| 2016 | OK K.O.! Lakewood Plaza Turbo | Enid                |          |

### Další
- Televizní reklama na Rice-A-Roni (1992).
- Spolu s Jasonem Biggsem účinkovala v hudebním klipu "Teenage Dirtbag" skupiny Wheatus, jež patřil k soundtracku filmu Křupan.
- Reklama pro Orange Mobile Phone, ve které ztvárňuje Johanku z Arku. Tento klip je uváděn v některých kinech a má přimět diváky, aby vypli své mobilní telefony.